# Квеленков, Юрий Александрович
Квеленков Юрий Александрович (род. 18 января 1959, Киев) — продюсер, эстрадный певец, музыкально-общественный деятель. Народный артист Украины (2019).

## Биография

### Детство и юношеские годы
Родился в г. Киев 18 января 1959 года. После окончания 8-го класса средней школы № 84, поступил в Киевский техникум городского электротранспорта, который окончил в 1979 году и получил диплом по специальности техник-строитель. Причиной поступления в техническое учебное заведение послужила его авангардная роль в музыкальной жизни города. Возглавляя ВИА «У нас молодых» техникума, в период с 1974 г. по 1979 г., стал Лауреатом многих Всесоюзных фестивалей и конкурсов.
С 1979 по 1981 год служил в рядах Советской армии (ВДВ).
После возвращения из армии, поступил в Киевский государственный университет им. Т. Г. Шевченко, на юридический факультет, который окончил в 1988 году по специальности «Правоведение».
Во время учёбы поступил на заочную форму обучения в Вильнюсскую государственную консерваторию (1982 г.), где проучился до 1986 г. на оркестровом факультете.
Возглавлял несколько художественных коллективов Киевского госуниверситета, которые стали лауреатами многих фестивалей и конкурсов СССР. Принимал участие в ликвидации последствий урагана Костромской и Ивановской областей РСФСР, а с 1986 по 1988 неоднократно выступал с концертами для ликвидаторов последствий аварии на Чернобыльской АЭС в г. Зелёный мыс и г. Славутич.
Работал на разных должностях в Киевском госуниверситете: возглавлял клуб КГУ, был инструктором комитета комсомола госуниверситета, работал на других должностях, так или иначе, связанных с творчеством, культурой и искусством.

### Профессиональная деятельность
После распада СССР создал первую на Украине продюсерскую фирму «Master Sound». Совместно с продюсером Таисии Повалий И.Лихутой стал автором идеи музыкальной редакции канала «Интер» и возглавлял её до 1998 года.
С 1995 года на продюсерской работе.
Его проекты: Алина Лебедева, Екатерина Бужинская и Анна Азарова стали победителями и призёрами многих крупнейших фестивалей и конкурсов в СНГ, в том числе: «Утренняя звезда» (г. Москва), «Мальвы» (г. Бяла-Подляска, Польша), «Первоцвіт», «Молода Галичина», «Крізь терни до зірок», «Золотое яблоко» (г. Кишинев, Молдова) и др. Главным достижением продюсерской и педагогической работы Ю.Квеленкова стали победы его подопечных на крупнейшем в Европе фестивале искусств «Славянский базар» (г. Витебск), на котором получили победы следующие исполнители: 1998 — Екатерина Бужинская (Гран При), 2011 г. — Владимир Квасница (Первая премия), 2012 г. — Галина Конах (Вторая премия).
С 2007 года продюсер народной артистки Украины Наталии Бучинской и шоу-группы «ASSA».
С 2010 года продюсер дуэта «Свитязь» заслуженных артистов Украины Анатолия Говорадло и Дмитрия Гершензона, а также певицы Анны Азаровой.
Как звукорежиссёр, принимал участие в концертах таких исполнителей: La Toya Yvonne Jackson , Патрисия Каас (1996 г.), Таисия Повалий, Валерий Леонтьев, Лариса Долина, Николай Гнатюк и др. Как режиссёр-постановщик неоднократно проводил крупные мероприятия, в том числе государственные.
В 1995 г., возглавляя музыкальную фирму ООО «Master Sound», совместно с немецкой компанией «B&S» выиграл государственный тендер на поставку нового звуко-технического оборудования в Национальный дворец искусств «Украина».
С 2002 года генерал-майор, а с 2006 генерал-лейтенант Международного комитета защиты прав человека, руководитель Департамента культуры и искусств. (Председатель комитета Игорь Данилов).
В 2011 и 2012 году направлен Министерством культуры Украины, по приглашению оргкомитета, представлять Украину в жюри конкурса исполнителей эстрадной песни на крупнейшем в Европе международном фестивале «Славянский базар в Витебске».
С 1 марта 2013 года — Первый заместитель генерального директора Национального дворца искусств «Украина».
С апреля 2017 года Директор Обуховского районного дворца культуры (РЦКиД) Киевской области.
В 2008 году удостоен звания «Заслуженный деятель искусств Украины». Владеет игрой на многих музыкальных инструментах (мультиинструменталист). Обладатель Гран-при международного конкурса вокалистов «На хвилях Свитязя 2002». Член жюри многих всеукраинских фестивалей и конкурсов. Эксперт преподавания эстрадного вокала. Создатель уникальной школы эстрадного вокала, которая работает по авторской теории обучения певцов с плохим музыкальным слухом, где самые безнадежные начинают стройно петь уже на втором занятии.
В 2013 г. с отличием окончил Киевский государственный высший музыкальный институт имени Р. М. Глиэра. Получив степень «Магистра музыкального искусства» по трем специальностям: «Музыкальный менеджмент», «Звукорежиссура», «Преподаватель эстрадного вокала».

## Семья
Жена — Квеленкова Наталия Игоревна (род. 09.01.1969), дизайнер интерьеров. Дочь — Таисия Юрьевна Химич. 24.06.1988 г.р., окончила Украинско-американский гуманитарный институт «Висконсинский международный университет (США)» . Проживает в г. Франкфурт на Майне. Мать — Квеленкова Людмила Филипповна (20.07.1926-2007) — работала директором Киевского филиала Московского завода вторичных драгоценных металлов. Отец — Квеленков Александр Иванович, (16.07.1926-2002) работал инженером на киевском заводе «Арсенал».

## Награды
- Орден «За заслуги» III степени (2017)[2].
- Народный артист Украины (2019)[3]
- Заслуженный деятель искусств Украины (2009)[4].
- Диплом почётного члена жюри XX Международного конкурса исполнителей эстрадной песни «Витебск-2011» (Республика Беларусь).

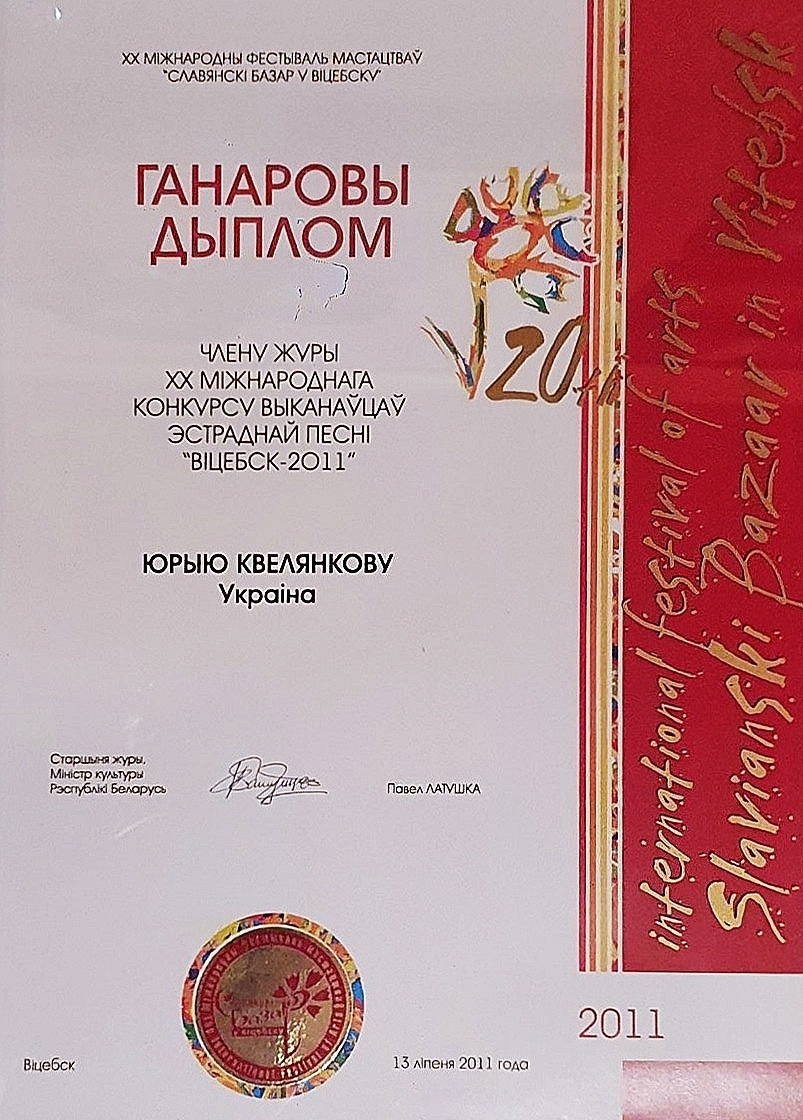
- Диплом почётного члена жюри ХХ Международного конкурса исполнителей эстрадной песни «Витебск-2011»

- Почётный диплом Министерства культуры республики Беларусь (2011).